# Forte do Topo

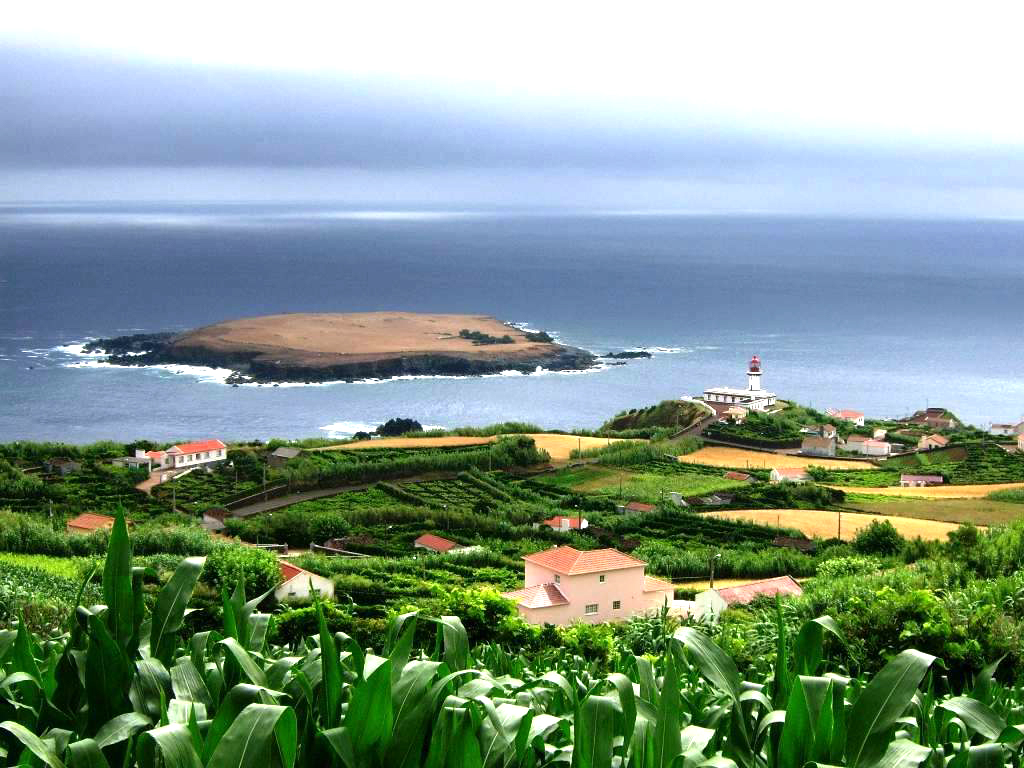
Ponta e ilhéu do Topo, ilha de São Jorge.

O Forte do Topo localizava-se na ponta do Topo, na freguesia de Vila do Topo, concelho da Calheta, na ilha de São Jorge, nos Açores.
Em posição dominante sobre este trecho do litoral, numa ponta que se eleva a 55 metros acima do nível do mar, constituiu-se em uma fortificação destinada à defesa do porto de Vila do Topo contra os ataques de piratas e corsários, outrora frequentes nesta região do oceano Atlântico.

## História
Foi este o ponto escolhido pelo nobre flamengo Willem van der Hagen (Guilherme da Silveira), para se estabelecer, por volta de 1480.
A fortificação foi erguida entre 1708 e 1710, no contexto da Guerra de Sucessão Espanhola (1702-1714), substituindo uma primitiva casa de vigia. Encontra-se referido como "O Forte da Ponta do Topo sobre o mar." na relação "Fortificações nos Açores existentes em 1710".
A "Relação" do marechal de campo Barão de Bastos em 1862 informa que "Tem um pequeno quartel q. preciza de concerto" e que se encontrava em grande ruína e abandonado desde longos anos.
Em 1867 foi cedido à Guarda Fiscal.
O Tombo de 1883 regista que era de construção sofrível, e se encontrava muito degradado pela ação da erosão marinha.
Em 1912 continuava sendo ocupado pela guarnição da Guarda Fiscal.
A estrutura não chegou até aos nossos dias.
Os seus dois canhões, datados possivelmente de 1678, em precário estado de conservação, encontravam-se "espetados" no porto da freguesia.

## Características
Do tipo abaluartado, de pequenas dimensões, apresentava planta pentagonal irregular, com quatro canhoneiras rasgadas nos muros pelo lado do mar.